# Magga Peak
Der Magga Peak ist eine bügeleisenförmige Felswand mit einem spitzen Gipfel an der Oates-Küste im Norden des ostantarktischen Viktorialands. Am nördlichen Ende des Lasarew-Gebirges bildet sie die nördlichste der Burnside Ridges.
Erste Luftaufnahmen entstanden bei der US-amerikanischen Operation Highjump (1946–1947). Eine von Phillip Law geleitete Mannschaft landete dort am 20. Februar 1959 im Rahmen der Australian National Antarctic Research Expeditions mit dem Forschungsschiff Magga Dan an. Das Schiff gab der Formation ihren Namen.